# Cinygmula ramaleyi
Cinygmula ramaleyi är en dagsländeart som först beskrevs av Dodds 1923.  Cinygmula ramaleyi ingår i släktet Cinygmula och familjen forsdagsländor. Inga underarter finns listade i Catalogue of Life.